# Großregion (Saar-Lor-Lux)
Die Großregion (französisch Grande Région, luxemburgisch Groussregioun) ist ein Gebiet, die von elf benachbarten staatlichen Gebietskörperschaften der Bundesrepublik Deutschland, der Französischen Republik, des Großherzogtums Luxemburg und des Königreichs Belgien gebildet wird. Sie ist eine Europaregion und umfasst 65.401 Quadratkilometer bei etwa 11,8 Millionen Einwohnern (Januar 2023). Die Region kennzeichnet sich durch die grenzüberschreitende Zusammenarbeit auf politischer, wirtschaftlicher und kultureller Ebene.
Der integrierte Kooperationsraum geht auf die 1969 gegründete deutsch-französische Regierungskommission zurück, die sich im Laufe der Zeit zur Regierungs- und Regionalkommission SaarLorLux-Trier-Westpfalz entwickelte, zu der 2005 auch die heutigen belgischen Mitgliedsteile beitraten. Der frühere Name Saar-Lor-Lux-Region wird seitdem nicht mehr benutzt, wenngleich mangels Einigung auf einen neuen Namen bisher kein Ersatz gefunden wurde, weshalb die Bezeichnung Großregion verwendet wird.

## Geschichte
Die Geschichte der Großregion als grenzüberschreitender politischer Kooperationsraum beginnt bereits mit der Gründung der Europäischen Gemeinschaft für Kohle und Stahl 1951, einer Vorläuferorganisation der Europäischen Union, deren funktionelles Herz in erster Linie die staatsübergreifende Zusammenarbeit in der Montanindustrie und damit das Ziel der Vermeidung eines weiteren Krieges zwischen den Gründerstaaten war. Besonders Lothringen, Luxemburg, Rheinland-Pfalz und das Saarland leisteten damals einen erheblichen Beitrag zur westeuropäischen Kohle- und Stahlproduktion.
Im März 1969 wurde auf Bestreben von Bundeskanzler Kurt Georg Kiesinger und dem französischen Präsidenten Charles de Gaulle eine deutsch-französische Regierungskommission gebildet, die erstmals im Februar 1970 in Bonn zusammentraf, um über die Probleme im deutsch-französisch-luxemburgischen Montandreieck zu beraten. Der Begriff Saar-Lor-Lux für das Dreiländereck geht auf Hubertus Rolshoven, den Vorstandsvorsitzenden der Saarbergwerke zurück. Bei der Regierungskommission 1971 in Saarbrücken waren erstmals auch luxemburgische Regierungsvertreter anwesend und es wurde die Einsetzung einer Regionalkommission für deutsch-französisch-luxemburgische Grenzangelegenheiten beschlossen.
Am 16. Oktober 1980 wird schließlich mit einer Regierungsvereinbarung der drei Länder der offizielle Grundstein für die Großregion gelegt. Genauer gesagt formalisierte man erstmals die Bildung einer Regierungs- und einer Regionalkommission SaarLorLux-Trier-Westpfalz. Die Vereinbarung ist die rechtliche Grundlage einer grenzüberschreitenden Zusammenarbeit der regionalen Verwaltungen und Institutionen zur Förderung der wirtschaftlichen, kulturellen, touristischen und sozialen Entwicklung der Region.
Mit der Gründung des Interregionalen Parlamentarierrats im Februar 1986 wurde ein Gremium geschaffen, in dem Abgeordnete aus allen Mitgliedsparlamenten zweimal im Jahr zu einer Plenarsitzung zusammenkommen und Empfehlungen sowie Stellungnahmen für die Entwicklung der Großregion abgeben können. Politisches Hauptorgan ist jedoch der Gipfel der Großregion, der die Vertreter der amtierenden Exekutive der Partnerregionen vereint. Der erste Gipfel fand 1995 im luxemburgischen Bad Mondorf im historischen Kontext des Vertrags von Maastricht statt, der Anlass für den luxemburgischen Premierminister Jean-Claude Juncker und den saarländischen Ministerpräsidenten Oskar Lafontaine war, auch die höchste politische Ebene regelmäßig zusammentreffen zu lassen. Im Jahr 1996 wurde die Gründung eines beratenden grenzüberschreitenden Wirtschafts- und Sozialausschusses beschlossen. 1999 kam ein gemeinsames Sekretariat, das sogenannte Haus der Großregion mit Sitz in Luxemburg hinzu, dass die administrativen Tätigkeiten des Zusammenschlusses bündelt.
Am 23. Mai 2005 traten die Wallonische Region, die Französische Gemeinschaft Belgiens und die Deutschsprachige Gemeinschaft durch die Unterzeichnung einer Regierungsvereinbarung der belgischen Regierung mit den anderen drei Mitgliedstaaten als Vollmitglieder in die Kooperation ein. Zugleich wurde der Gipfel der Großregion mit der Regionalkommission SaarLorLux-Trier-Westpfalz zusammengeschlossen. 2007 wurde die Großregion als Kooperationspartner der Stadt Luxemburg, zusammen mit dem rumänischen Sibiu, Kulturhauptstadt Europas. 2013 wurde das Gipfelsekretariat als Europäischer Verbund für territoriale Zusammenarbeit gegründet, um die Arbeiten des Gipfels vorzubereiten und die Kontinuität der Zusammenarbeit zu gewährleisten.
2015 zog das Haus der Großregion nach Esch an der Alzette um, wo es heute insgesamt neun Entitäten der großregionalen Kooperation mit ihren Büros und Geschäftssitzen beherbergt.

## Kooperationsraum
Die Großregion besteht auf politischer Ebene aus elf politischen Entitäten aus vier Staaten. Dabei handelt es sich um Entitäten mit unterschiedlichen Niveaus an staatlicher Souveränität: vom luxemburgischen Staat, über die deutschen Bundesländer bis hin zu französischen Départements, die jedoch allesamt jeweils die gleiche Redezeit und das gleiche Stimmrecht besitzen.

### Deutschland
Auf der deutschen Seite findet die Kooperation auf Länderebene statt. Seit Anfang an dabei ist das Saarland mit dem jeweiligen Ministerpräsidenten und dem Chef der Staatskanzlei, der zugleich Bevollmächtigter des Saarlandes für Europaangelegenheiten ist. Auf administrativer Ebene ist die Abteilung E „Europa und Internationales – Deutsch-französische Zusammenarbeit“ der saarländischen Staatskanzlei, genauer gesagt das dort ansässige Referat E3 „Grenzüberschreitende und territoriale Zusammenarbeit, Großregion“ für die großregionale Kooperation zuständig. Nachdem zunächst nur der westliche Teil von Rheinland-Pfalz an der Kooperation beteiligt war, ist das Land heute als Ganzes Vollmitglied. Auf politischer Ebene ist der jeweilige rheinland-pfälzische Ministerpräsident für die großregionale Kooperation verantwortlich, der zudem durch einen ehrenamtlichen Beauftragten für grenzüberschreitende Zusammenarbeit in der Staatskanzlei unterstützt wird.

### Frankreich
Wie der frühere Name Saar-Lor-Lux bereits andeutet, war auf der Seite Frankreichs die Region Lothringen (französisch Lorraine) lange Zeit das französische Äquivalent zu den anderen Partnerregionen. Diese bestand aus den vier Départements Meurthe-et-Moselle, Meuse, Moselle und Vosges, von denen die drei ersten zusätzlich gleichberechtigte Mitglieder der Großregion sind und die Vogesen einen Beobachterstatus innehaben. Mit der Neuzuschneidung der französischen Regionen unter François Hollande fusionierte die Region Lothringen zum 1. Januar 2016 mit den Regionen Champagne-Ardenne und Elsass zur neuen Region Grand Est. Seitdem nehmen sowohl der Präfekt der Region Grand Est (als Vertreter des französischen Staates) als auch der Präsident des Regionalrates der Region Grand Est an den Gipfeln der Großregion teil (für die Kooperation in der Großregion jedoch auf den ehemaligen lothringischen Teil limitiert) und werden dabei durch die drei Präsidenten der Départementräte von Meurthe-et-Moselle, Meuse und Moselle ergänzt.

### Luxemburg
Luxemburg ist der einzige souveräne Staat, der gänzlich in die Strukturen der Großregion eingebunden ist. Am Gipfel der Großregion nimmt entweder der luxemburgische Premierminister oder der Minister für auswärtige und europäische Angelegenheiten, Verteidigung, Entwicklungszusammenarbeit und Außenhandel teil.

### Belgien
Die belgische Kooperation erstreckt sich in erster Linie auf die Wallonische Region. Auf politischer Ebene vertreten der Ministerpräsident der Wallonischen Region, der Ministerpräsident der Französischen Gemeinschaft Belgiens sowie der Ministerpräsident der Deutschsprachigen Gemeinschaft ihre jeweiligen Entitäten in der großregionalen Kooperation.

## Wirtschaft
Die Großregion profitiert wirtschaftlich von ihrer zentralen Lage in Westeuropa. 

## Bevölkerung
In der Großregion leben 11,8 Millionen Einwohner (Januar 2023). Es gibt deutschsprachige sowie französischsprachige Regionen. Luxemburg ist offiziell mehrsprachig.

## Kultur
Die Großregion ist ein reichhaltiger Kulturraum mit 12 UNESCO-Weltkulturebestätten, zahlreichen Denkmälern und etwa 1200 Museen.

## Galerie

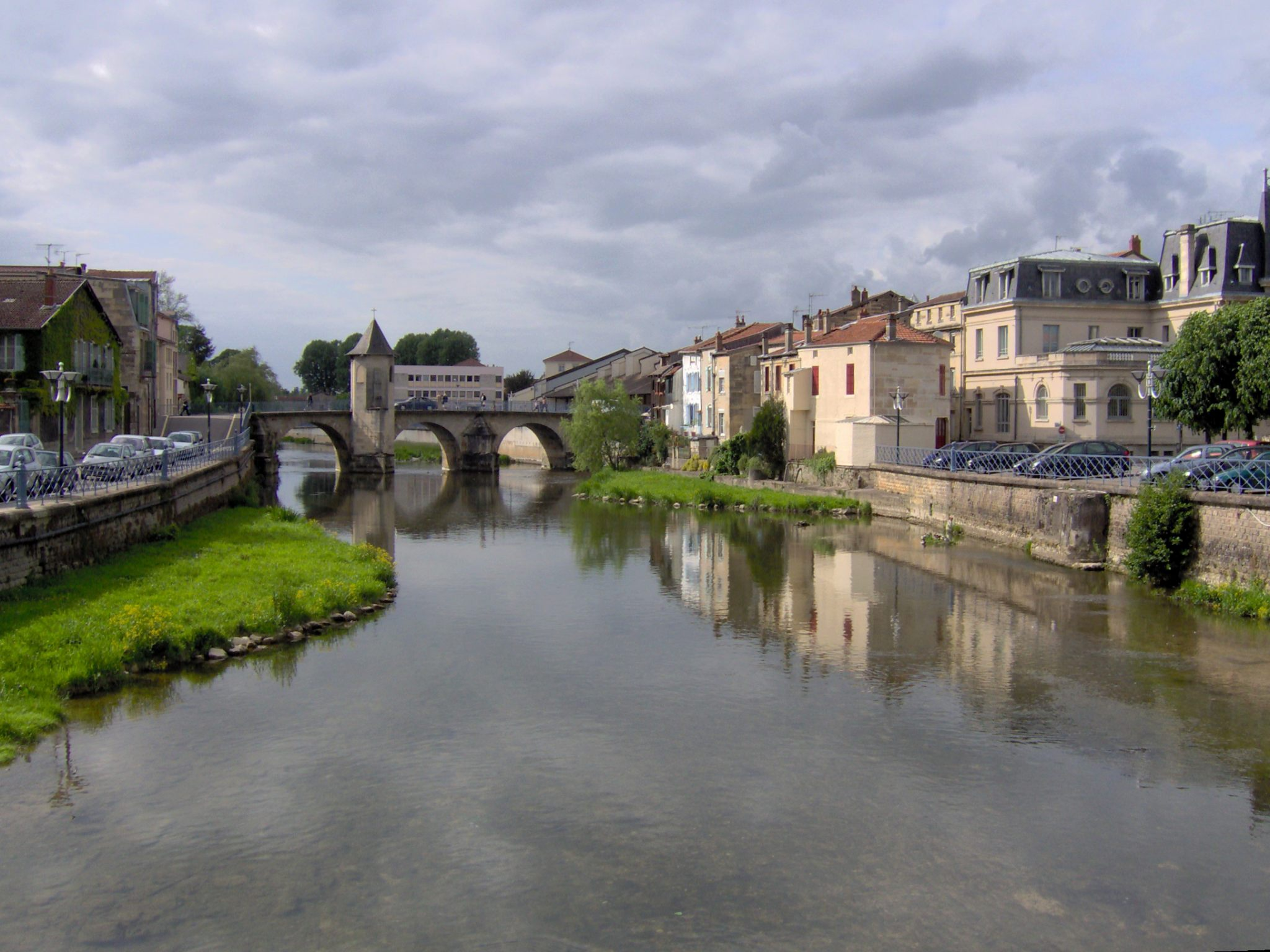
Bar-le-Duc (Lorraine): l’Ornain
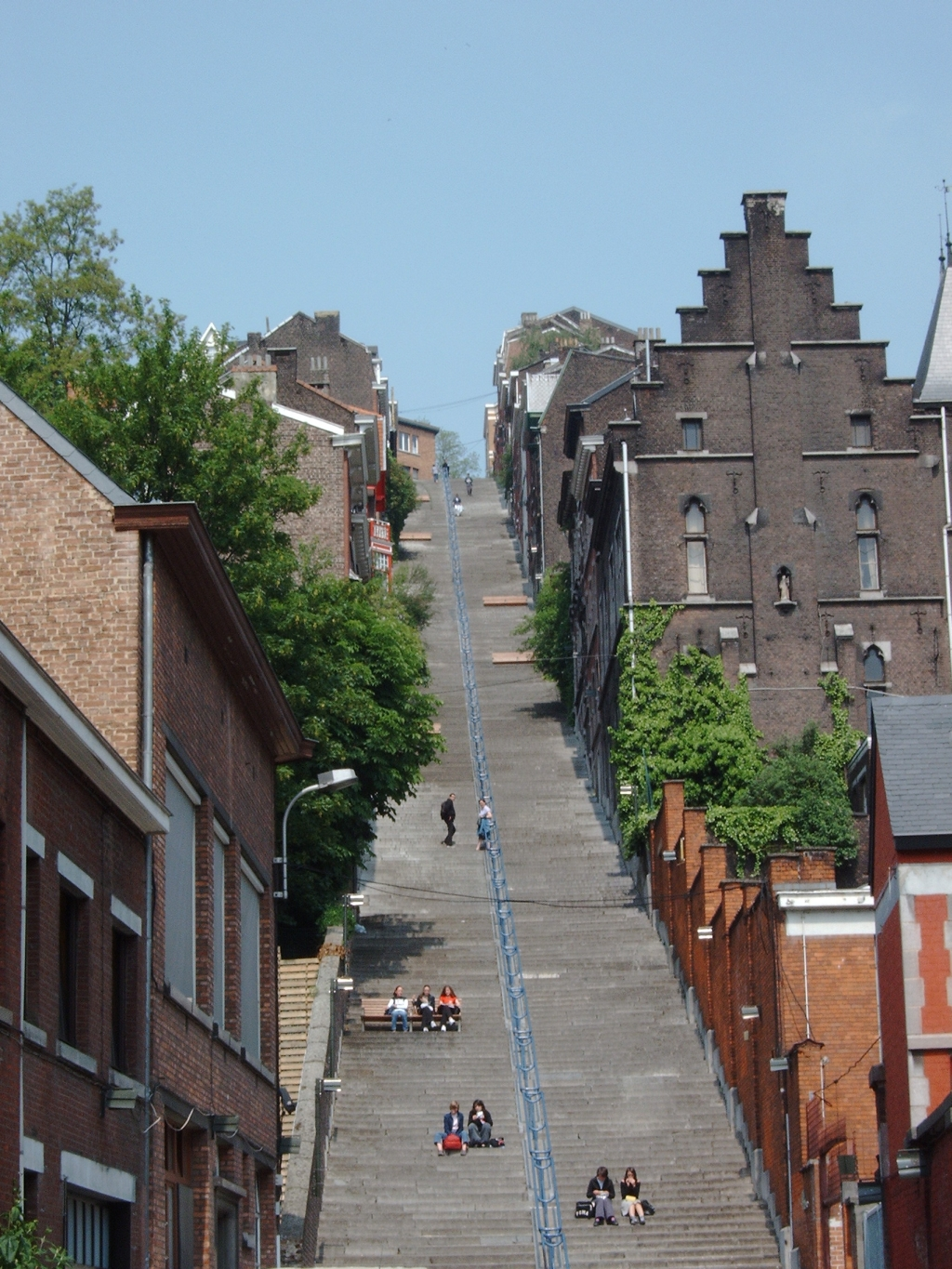
Lüttich: Montagne de Bueren
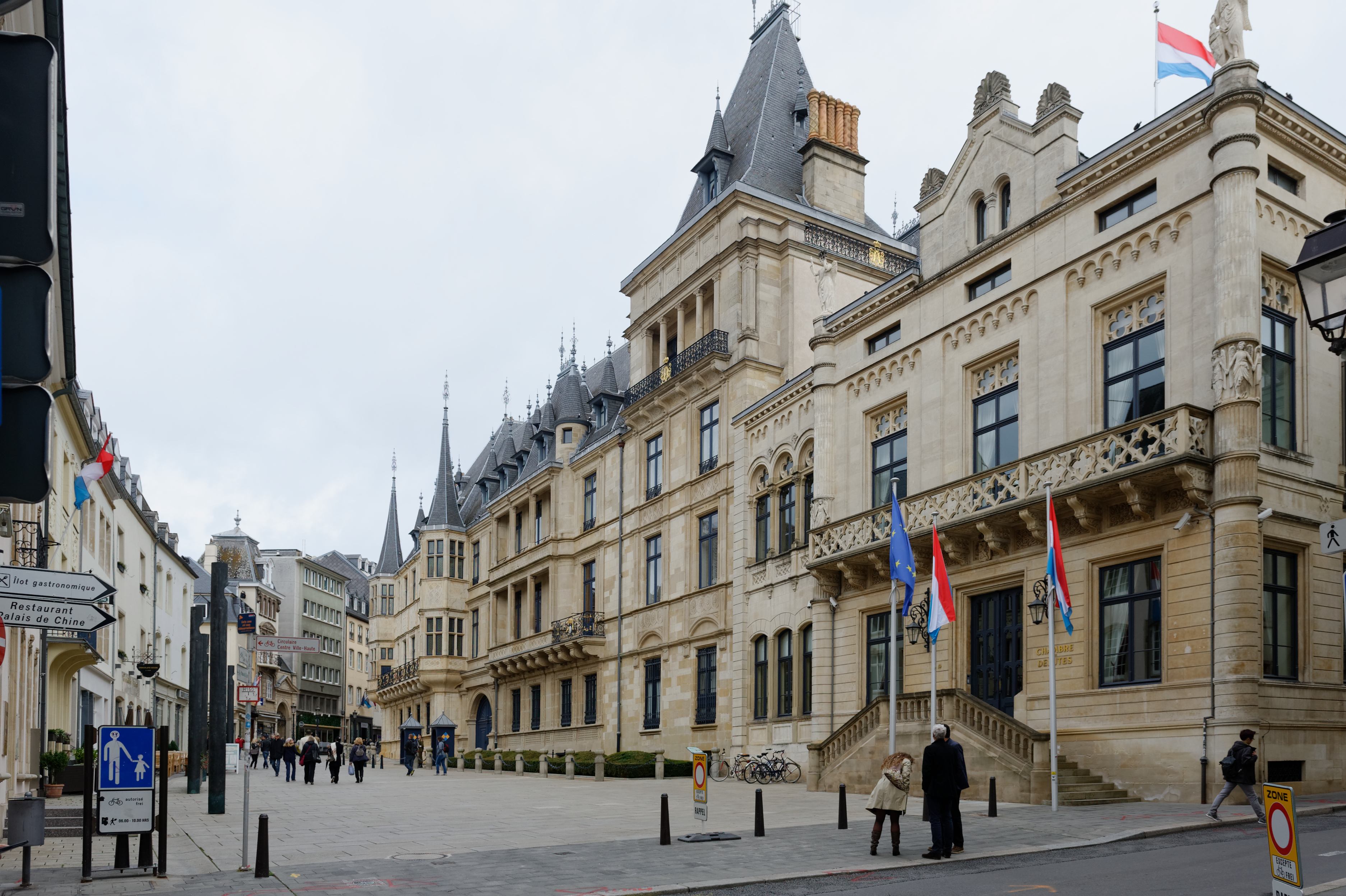
Luxemburg: Großherzoglicher Palast (Luxemburg)
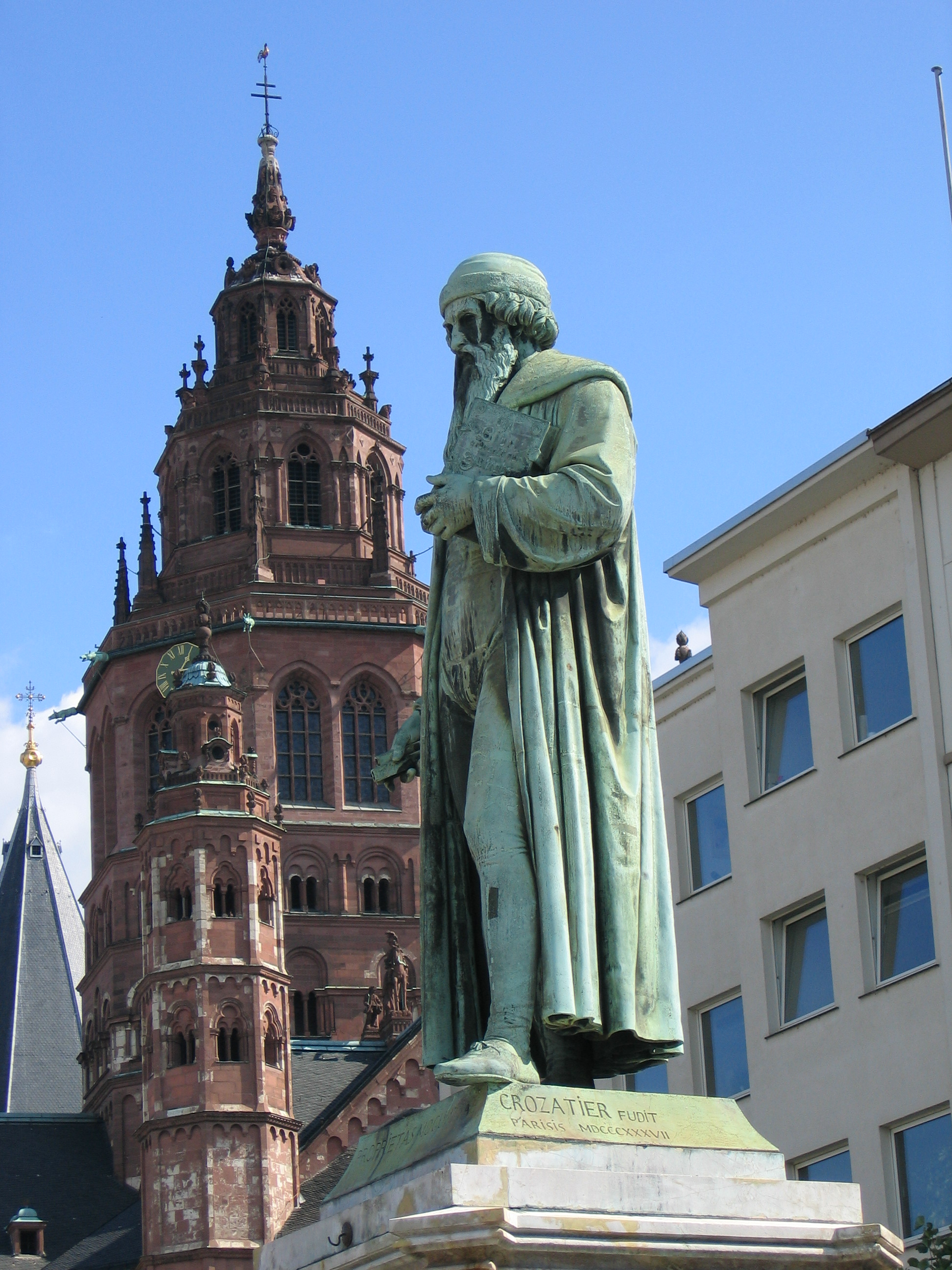
Mainz: Gutenberg-Denkmal am Gutenbergplatz
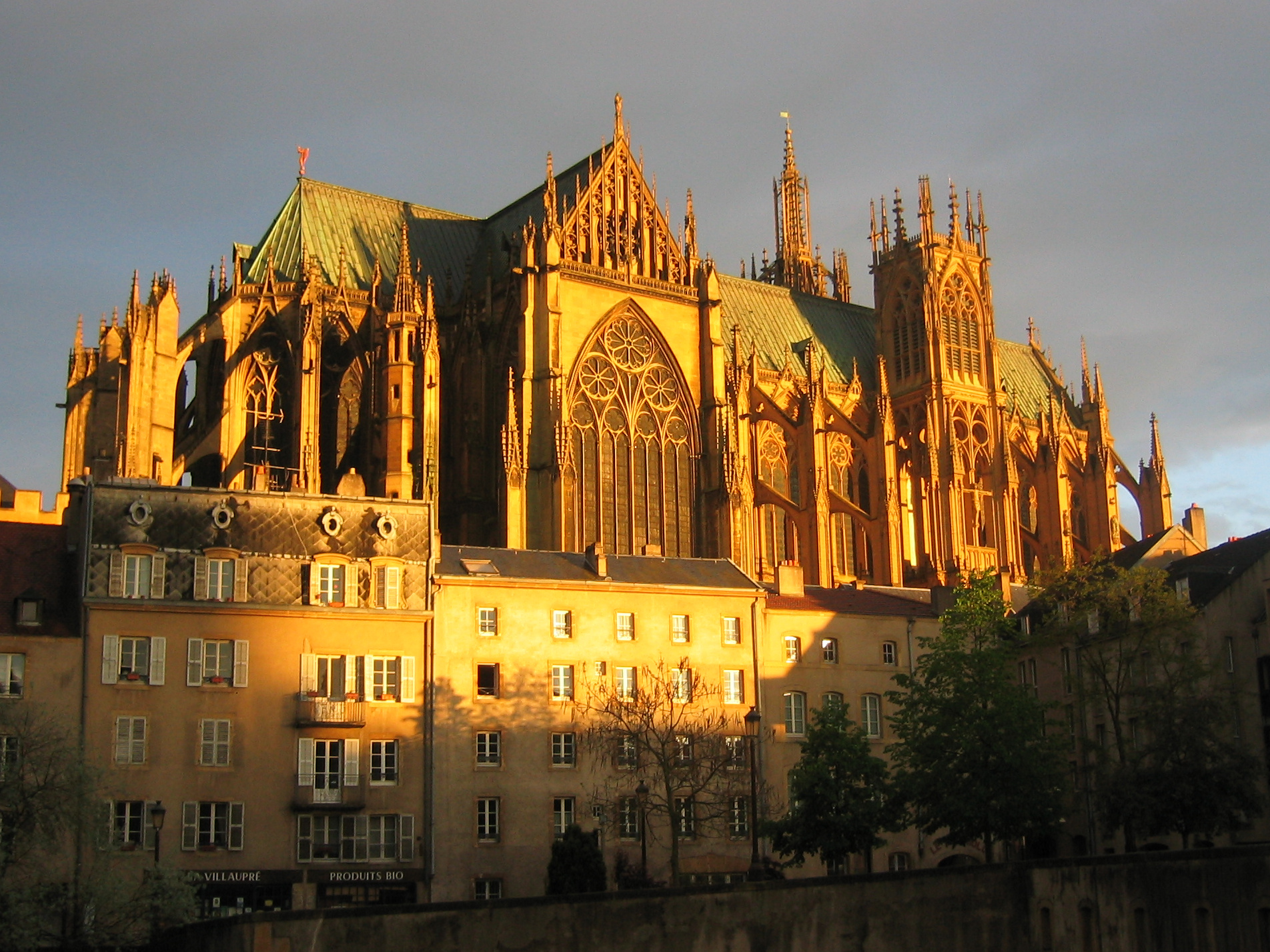
Metz: Kathedrale Saint-Étienne in Metz
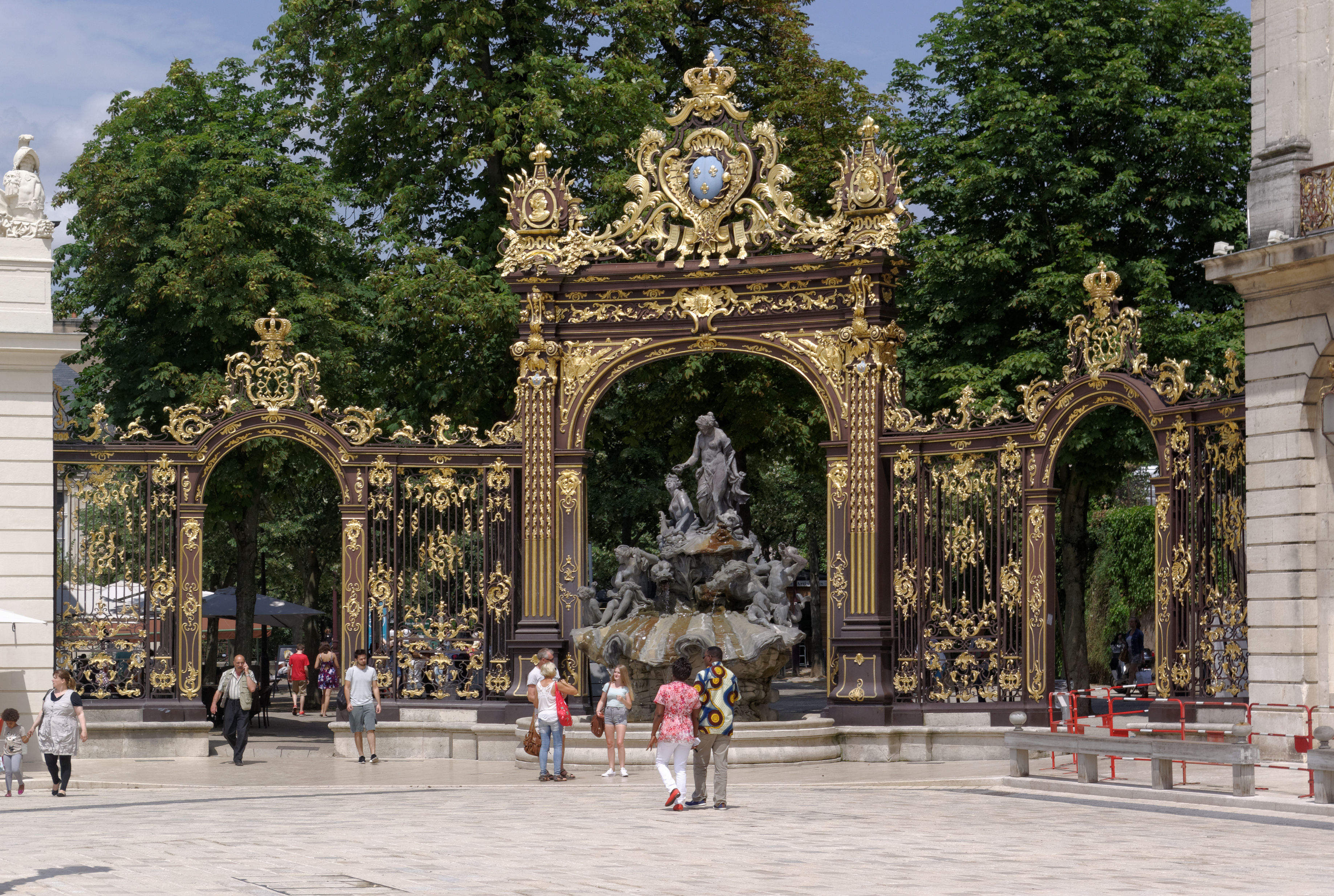
Nancy: Place Stanislas
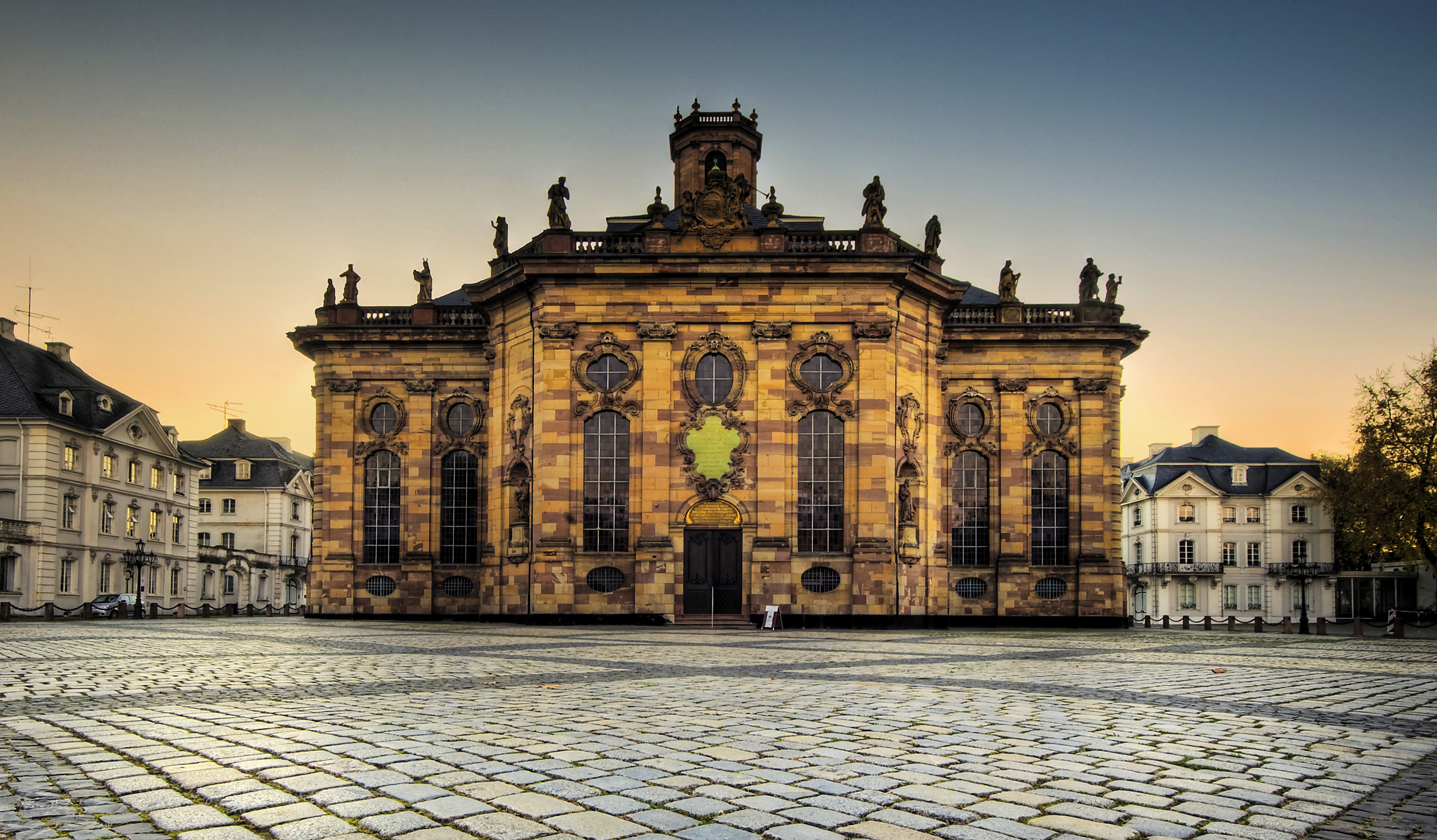
Saarbrücken: Ludwigskirche
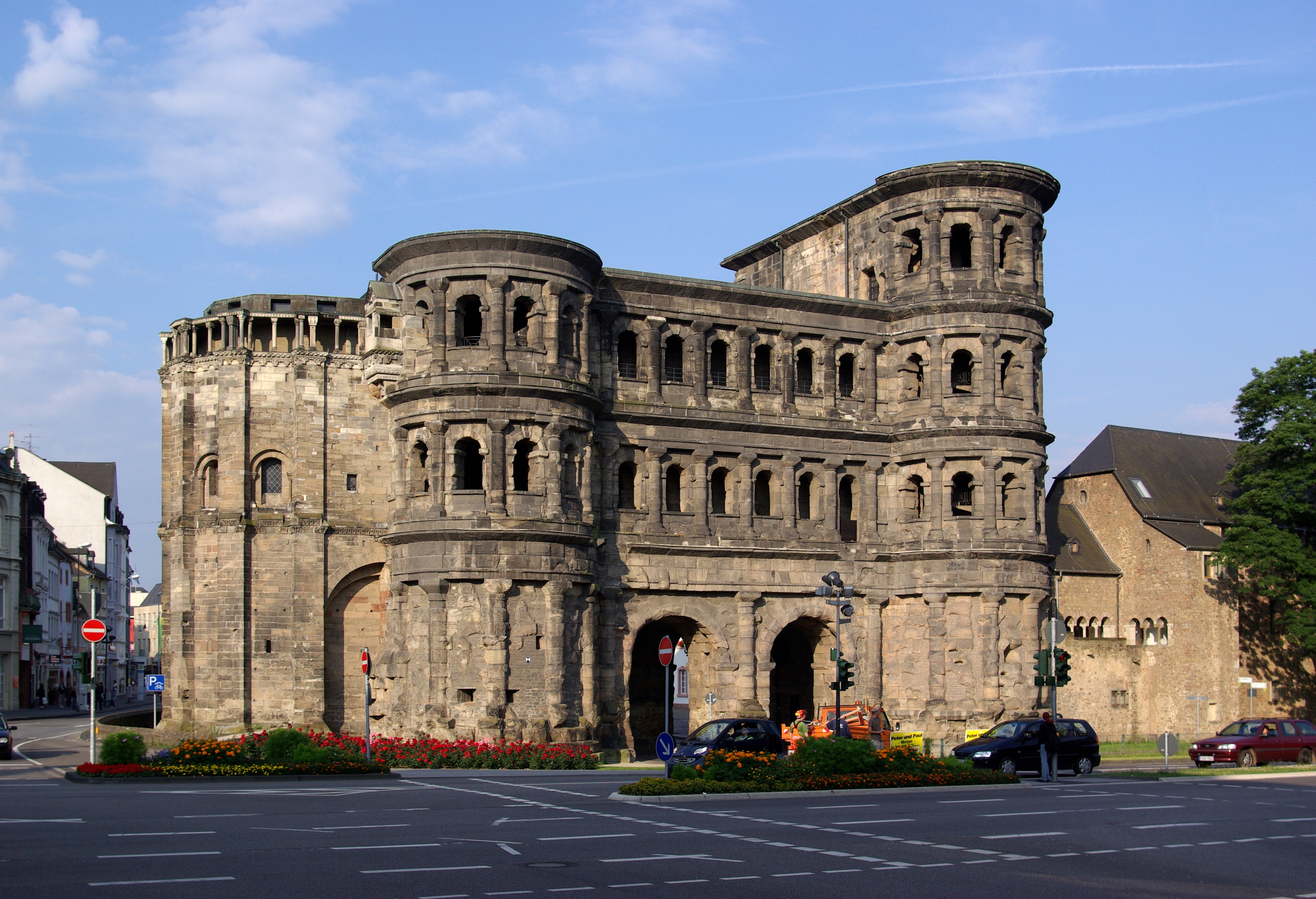
Trier: Porta Nigra
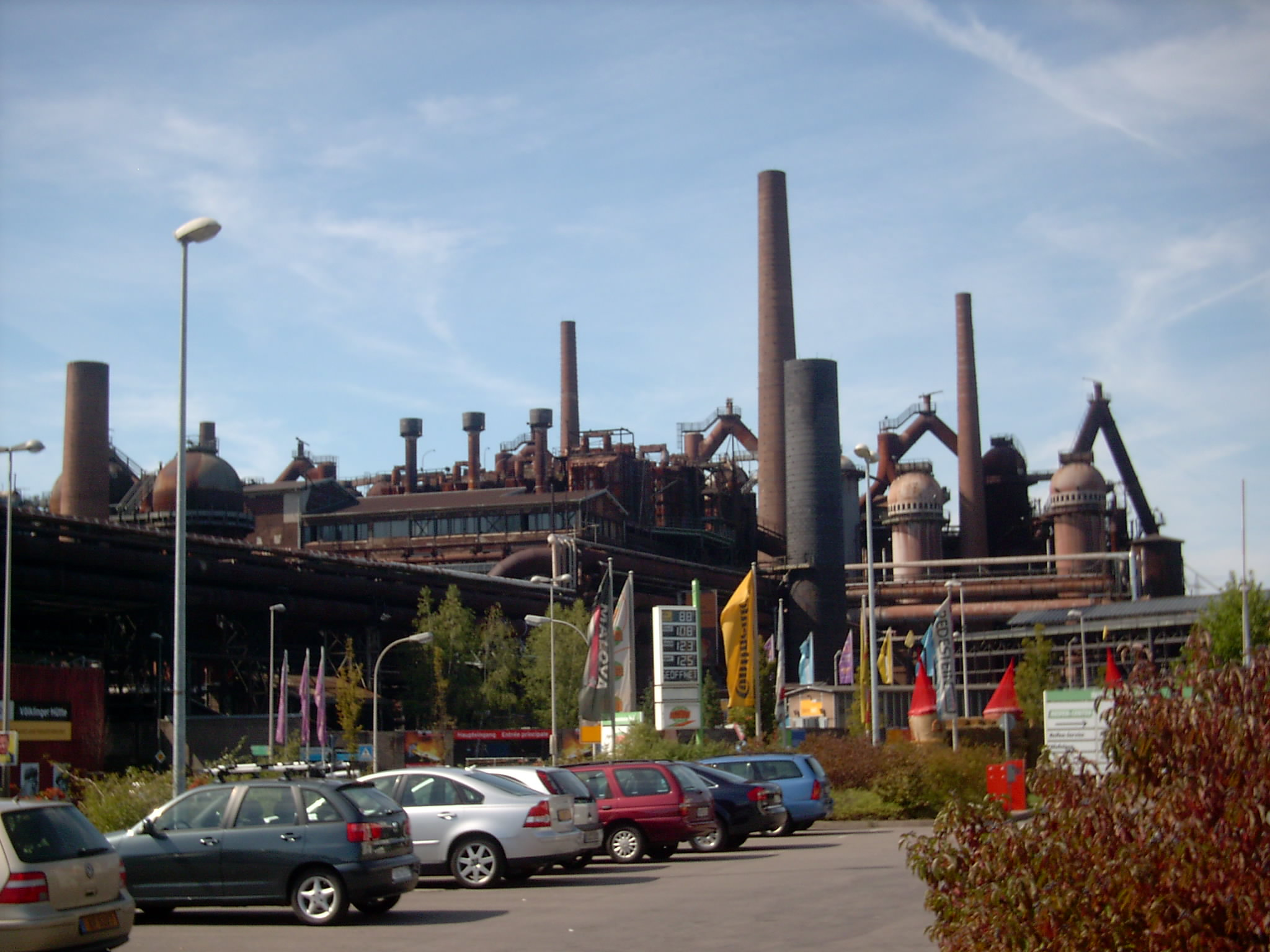
Völklingen: Völklinger Hütte